# Republikańska Partia Ludowa (Turcja)
Republikańska Partia Ludowa (tur. Cumhuriyet Halk Partisi, CHP) – turecka kemalistowska partia polityczna powstała w 1919 roku.

## Historia
Partia powstała w czasie rozpadu Imperium Osmańskiego jako reprezentacja polityczna narodu tureckiego. Początkowo partia rządziła autorytarnie w ramach systemu jednopartyjnego. Po zakończeniu II wojny światowej doszło do procesu demokratyzacji kraju, przeprowadzono wielopartyjne wybory parlamentarne. Partia rządziła w okresie między wojskowymi zamachami stanu w latach 1960, 1971 i 1980. Partia została rozwiązana po zamachu stanu w 1980, ponowna legalizacja i rejestracja partii pod starą nazwą nastąpiła w 1992 roku. W 1984 roku powstała Demokratyczna Partia Lewicy, składająca się w dużej mierze z byłych członków zlikwidowanej przez juntę CHP. Partia jest członkiem Międzynarodówki Socjalistycznej.
W 2017 partia zażądała od Najwyższej Komisji Wyborczej Turcji unieważnienia referendum konstytucyjnego w sprawie zastąpienia parlamentarnego systemu rządów systemem prezydenckim

## Poparcie
| Wybory | Poparcie | Zmiana punktów procentowych | Mandaty (Wielkie Zgromadzenie Narodowe Turcji) | Zmiana |
| ------ | -------- | --------------------------- | ---------------------------------------------- | ------ |
| 1977   | 41,38%   | +8,09%                      | 213                                            | +28    |
| 1995   | 10,71%   | −30,67%                     | 49                                             | −164   |
| 1999   | 9,91%    | −0,81%                      | 0                                              | −49    |
| 2002   | 19,39%   | +9,48%                      | 177                                            | +177   |
| 2007   | 20,88%   | +1,49%                      | 112                                            | −65    |
| 2011   | 25,98%   | +5,10%                      | 135                                            | +23    |
| 2015   | 24,95%   | −1,03%                      | 132                                            | −3     |
| 2015   | 25,32%   | +0,37%                      | 134                                            | +2     |
| 2018   | 22,64%   | −2,68%                      | 144                                            | +12    |